# Norra Ängmossetjärnen
Norra Ängmossetjärnen är en sjö i Karlskoga kommun i Värmland och ingår i Göta älvs huvudavrinningsområde. Sjön är 5 meter djup, har en yta på 0,004 kvadratkilometer och befinner sig 231 meter över havet.